# Кригсайм
Кригсайм (фр. Kriegsheim) — коммуна на северо-востоке Франции в регионе Гранд-Эст (бывший Эльзас — Шампань — Арденны — Лотарингия), департамент Нижний Рейн, округ Агно-Висамбур, кантон Брюмат.
Площадь коммуны — 3,93 км², население — 706 человек (2006) с тенденцией к стабилизации: 706 человек (2013), плотность населения — 179,6 чел/км².

## Население
Население коммуны в 2011 году составляло 708 человек, в 2012 году — 705 человек, а в 2013-м — 706 человек.
| 1962 | 1968 | 1975 | 1982 | 1990 | 1999 | 2006 | 2008 | 2011 | 2012 | 2013 |
| ---- | ---- | ---- | ---- | ---- | ---- | ---- | ---- | ---- | ---- | ---- |
| 316  | 330  | 331  | 362  | 405  | 615  | 706  | 747  | 708  | 705  | 706  |

Динамика населения:

## Экономика
В 2010 году из 489 человек трудоспособного возраста (от 15 до 64 лет) 374 были экономически активными, 115 — неактивными (показатель активности 76,5 %, в 1999 году — 77,5 %). Из 374 активных трудоспособных жителей работали 349 человек (185 мужчин и 164 женщины), 25 числились безработными (7 мужчин и 18 женщин). Среди 115 трудоспособных неактивных граждан 46 были учениками либо студентами, 48 — пенсионерами, а ещё 21 — были неактивны в силу других причин.